# Хофзифен
Хофзифен (нем. Hofsiefen) — река в Германии, протекает по земле Северный Рейн-Вестфалия, речной индекс 2736391514. Общая длина реки 0,283 км. Высота истока 225 м. Высота устья 193 м. Является левым притоком Вуппера, впадая в реку близ города Вупперталь.
Исток Хофзифена расположен на высоте 225 над уровнем моря. Река берёт своё начало близ Вупперталя, между деревнями Hengsten и Stoffelsberg, откуда течёт в северо-восточном направлении. Оканчивается река примерно через 280 метров на высоте до 139 метров над уровнем моря. Хофзифен впадает в Вуппер в районе плотины на водохранилище Бейнбургер.